# Amélie Coquet
Pour les articles homonymes, voir Coquet.
Amélie Coquet est une footballeuse française née le 31 décembre 1984. Elle évolue au poste de milieu de terrain au RC Lens. Elle a joué en équipe de France de football.
Elle fait sa première apparition en équipe de France le 14 octobre 2003 face au Japon. Elle compte 15 sélections et 3 buts avec les bleues. Elle a participé à la Coupe du monde 2003.

## Biographie
Le 26 mai 2001 avec l'équipe de Ligue du Nord-Pas-de-Calais, Amélie Coquet remporte la Coupe de France féminine des moins de 16 ans (2-1) aux côtés de Sabrina Delannoy et contre la sélection de Champagne-Ardenne de Gaëtane Thiney et Élise Bussaglia.

## Carrière
- US Coyecques
- Eperlecques
- FCF Hénin-Beaumont
- de 2005 à 2016 : Juvisy FCF

44 matchs de championnat avec FCF Hénin Beaumont (13 buts)
207 matchs de championnat, 27 matchs de Coupe et 20 matchs de Ligue des Champions avec le FCF Juvisy (total=254 matchs)
24 matchs avec Arras
TOTAL= 322 matchs
https://web.archive.org/web/20170305014405/http://fcfjuvisy.fr/mod-news/y:2016/m:05/id:363/merci-ame-merci-nelly.htm

## Palmarès
- Championne de France en 2006 avec Juvisy
- Vainqueur du Championnat d'Europe -19 ans en 2003